# Bettongia pusilla
Bettongia pusilla is een uitgestorven zoogdier uit de familie van de kangoeroeratten (Potoroidae). De wetenschappelijke naam van de soort werd voor het eerst geldig gepubliceerd door McNamara in 1997. De soort is in de afgelopen 500 jaar uitgestorven, waarschijnlijk gedurende de kolonisatie van Australië, maar is alleen bekend van fossielen gevonden in de grotten van de Nullarborvlakte.

## Voorkomen
De soort kwam voor op de Nullarborvlakte in Australië.